# Royal burgh

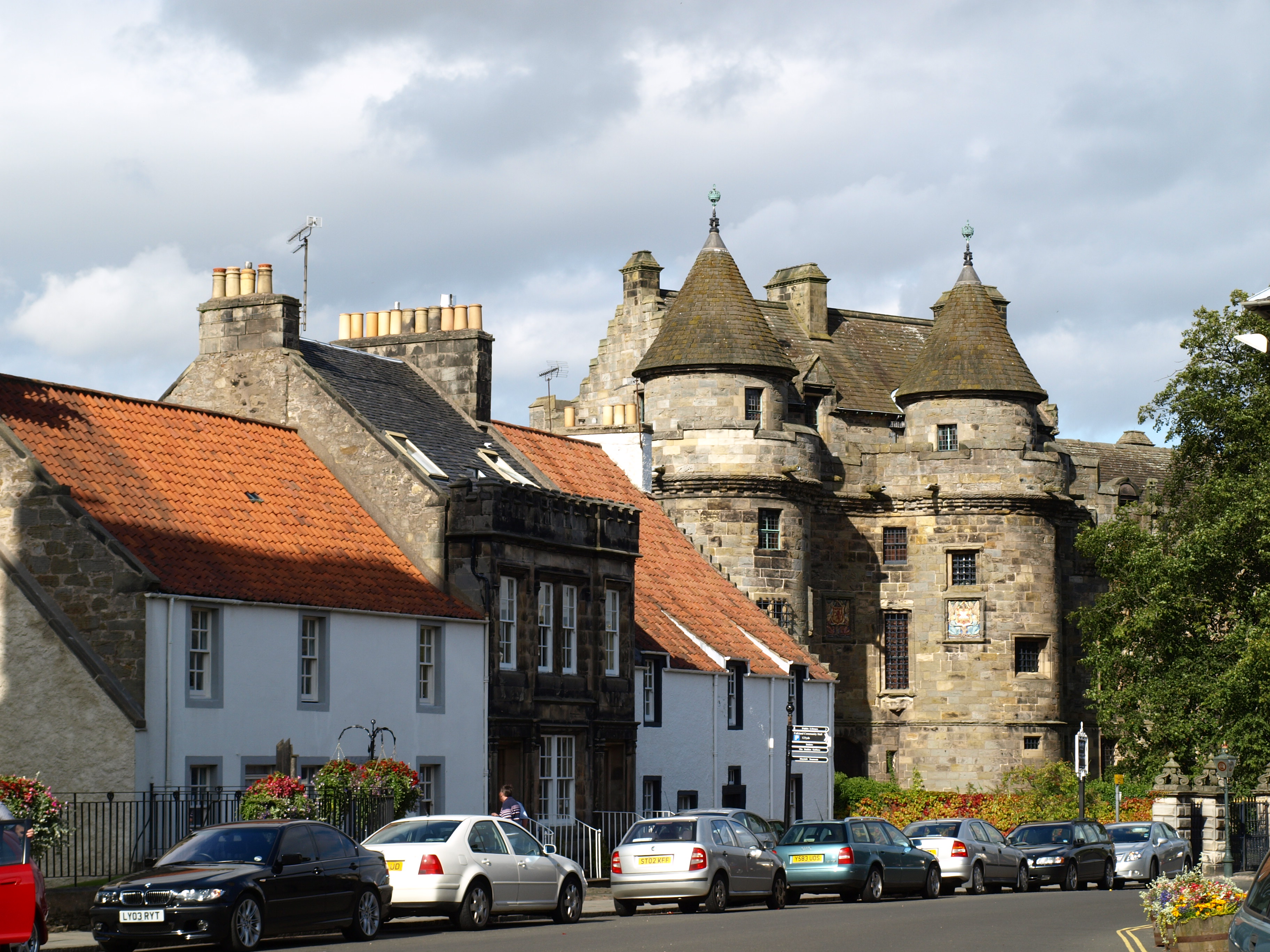
Falkland a Fife, creat com un royal burgh el 1458

Un royal burgh (Burg reial) va ser un tipus escocès de burgh el qual havia estat fundat o comprat per una carta reial (royal charter). Malgrat que legalment va quedar abolit l'any 1975, aquest terme encara s'utilitza en molts anteriors royal burghs.

## Orígens
Abans del regnat de David I d'Escòcia aquest país no tenia ciutats. El més proper a una ciutat que aleshores existia eren les concentracions de pobladors al voltant de monestirs com els de Dunkeld i St Andrews, i les fortificacions significatives. David I fundà els primers burgs d'Escòcia. Els primrs burgs fundats cap a l'any 1124 van ser Berwick i Roxburgh en zones de parla anglesa. Tanmateix cap a 1130, David va fundar burgs en zones gaèliques : Stirling, Dunfermline, Perth i Scone, com també el d'Edimburg.
David I fundà els primers burgs, i les seves cartes i Leges Burgorum van ser copiades per Newcastle upon Tyne.

## Llista de royal burghs

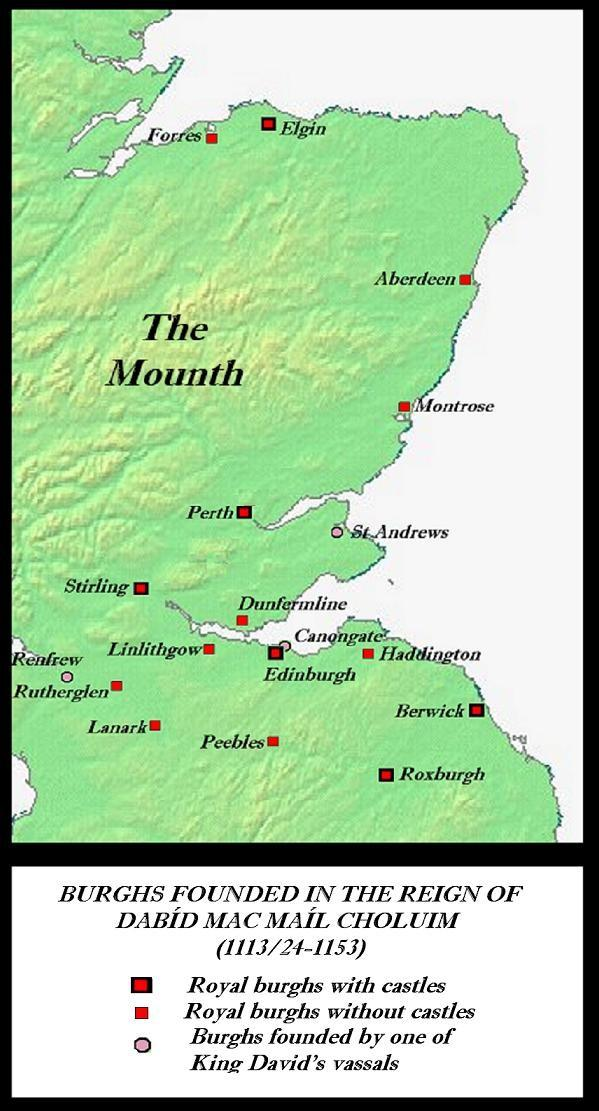
Burghs l'any 1153
basat en els mapes de l'Atles de McNeill & MacQueen, pp. 196–8, supplementat amb Rosemarkie i Leith.

### Per 1153 (reials)
- Aberdeen
- Berwick-upon-Tweed (abans de 1124)
- Dundee
- Lanark (1144)
- Edimburg
- Dunfermline
- Elgin
- Forres
- Linlithgow
- Montrose
- Peebles
- Perth (Escòcia)
- Rutherglen
- Roxburgh[2][3]
- Stirling
- Tain

### Per 1153 (Burgs que passen del rei a altres lords)
- Haddington (entre 1139 i 1178)
- Renfrew

### Per 1153 (Burgs controlats per altres lords)
- Canongate (actualment part d'Edimburg)
- St Andrews

### Per 1214 (reial)
- Ayr
- Auldearn
- Cullen
- Dumfries
- Forfar
- Inverkeithing
- Inverness
- Jedburgh
- Kinghorn
- Kintore
- Lauder
- Nairn

### Per 1214
- Crail

- Annan
- Arbroath
- Brechin
- Dundee
- Glasgow
- Kirkintilloch
- Prestwick

### Burghs creats per Alexander II
- Dingwall (1226)
- Dumbarton (1222)

### Per 1300 (reial)
- Auchterarder
- Cromarty
- Fyvie
- Kilrenny
- Lanark
- Rosemarkie
- Selkirk
- Wigtown

### Per 1300
- Crawford
- Dunbar
- Inverurie
- Irvine
- Kelso
- Lochmaben (a royal burgh by 1447)
- Newburgh, Aberdeenshire
- Newburgh, Fife
- Urr

### Inici del segle XIVy
- Cupar (1327)
- Inverbervie (1342)

### Burgs creats per Robert II
- Banff (1372)
- North Berwick (1373; suprimit per William Douglas, 1st Earl of Douglas, current charter 1568)

### Burghs created by Robert III
- Rothesay (1400/1)

### Burgs creats per James II
- Dunbar (1445)
- Falkland (1458)
- Kirkcudbright (1455)
- Lochmaben
- Tain c 1439

### Burgs creats per James III
- Elgin (1457)
- Kirkwall (1486)
- Nairn (1476)

### Burgs creats per James IV
- Dingwall (1497/8)
- Forres (1496)
- Kintore (1506/7)
- Whithorn (1511)

### Burghs creats per James V
- Annan (1538/9)
- Auchtermuchty (1517)
- Burntisland (1541)
- Pittenweem (1541)

### Burghs creats per Mary, Queen of Scots
- Inverurie (1558)

### Burghs creats per James VI
- Anstruther Easter (1583)
- Anstruther Wester (1587)
- Arbroath (1599)
- Cromarty (1593)
- Culross (1592)
- Earlsferry (1589)
- Glasgow (1611)
- Fortrose (1590) va esdevenir part del royal burgh de Rosemarkie 1592
- Kilrenny (1592)
- Rosemarkie (1592)
- St Andrews (1620)
- Sanquhar (1598)
- Wick (1589)

### Burghs creats per Charles I
- Brechin (1641) (de facto status ratified by parliament)
- Dornoch (1628)
- Fortrose (1661) (reforming of royal burgh of Rosemarkie)
- Inveraray (1648)
- Kirkcaldy (1644)
- New Galloway (1630)
- Queensferry (1636)
- Newburgh, Fife (1631)

### Burghs creats par William II
- Campbeltown (1700)

### Segle XX
- Auchterarder (1951)
- Elie and Earlsferry (1930)
- Kilrenny, Anstruther Easter and Anstruther Wester